# Olaus Magnus
Olaus Magnus (oktober 1490 i Östergötland i Sverige – 1. august 1557 i Rom) var en svensk gejstlig, etnolog og kartograf samt ærkebiskop i den romersk-katolske kirke. Han var søn af Måns Petersson i Linköping og Kristina, og bror til den svenske ærkebiskop Johannes Magnus.

## Årene i Sverige
Efter skolegang i Linköping og Västerås samt studier i Rostock opnåede han magistergraden i Köln i 1514. På bestilling af den apostoliske kommissær Arcimboldus, rejste han i Norrland i 1518-1519 og erhvervede kulturelt kendskab ved at sælge afladsbreve. Blandt andet var han i Trondhjem og blev kendt med ærkebiskop Erik Valkendorf. I Sverige kom han så langt mod nord som Tornedalen.
Til Stockholm ankom han i 1520 efter tjeneste som kannik i Uppsala og Linköping. Han blev ordineret til præst i 1521, var vidne til Stockholms blodbad og blev i 1523 dompræst i Strängnäs. På opgave for Gustav Vasa rejste han i 1523 til Vatikanet for blandt andet at fremføre broderens ønske om at blive ærkebiskop. Samtidig røbede Olaus Magnus, hvordan Olaus Petri i Sverige allerede i tre år havde forkyndt Martin Luthers lære. Selv om Olaus var stærk modstander af den nye lære, blev han i 1529, året før Gustaf Vasa begyndte indførelsen reformationen af liturgien ved kirkemødet i Örebro 1529, overdraget opgaven at forhandle med Nederlandene og Hansestæderne, regeret af habsburgerne.

## Landflygtighed
Etter reformationen flygtede brødrene Olaus og Johannes Magnus til Danzig, da forholdet til Rom var noget anstrengt.
Inspireret af et muligt møde med Nicolaus Kopernikus og hans portugisiske ven Damianus à Goes studerede han dér hjemlandets kulturhistorie, støttet af biskoppen Johannes Dantiscus. Til Venezia drog han i 1539, hvor han indlogerede sig hos patriarken Hieronimo Quirino, som udviste stor interesse for Olaus' studier af Sverige og opmuntrede i 1540 Olaus til lave kortet Carta Marina, med et mylder af illustrationer af fantastiske dyr og fisk, iblandet et kort over Norden. Kun få kopier af kortet blev trykt, muligvis fordi de 440 dukater for træskæring og tryk ikke var nok til særlig mange kopier.
Efter sin brors død (1544) overtog Olaus biskophvervet i Uppsala 26. oktober samme år, men var bosat i Rom og etablerede der Birgittahuset. Han deltog i 1545 som svensk delegat i Tridentinerkoncilet med målet at genindføre katolicismen i hjemlandet.

## Forfatterskab
Olaus og broren Johannes var götiske patrioter, der blandt andet fremstillede Sverige som det ældste rige og ophav til de forskellige europæiske stammer og folkeslag. Brorens kongekrønike påviste en anerække tilbage til Noas Ark.
Som etnolog, historiker og kartograf er Olaus Magnus i dag således mest kendt
for sin patriotiske fremstilling af Norden, Rusland og Grønland, farvet af skrøner og folklore. Med klimateorien viser han, hvordan de barske folk nordfra nødvendigvis blev modige, mens det milde klima sydpå (fx Danmark) frembragte feje og tilbageholdende mennesker.
Med dette udgangspunkt udgav han i Rom sit mest kendte værk, Historia de gentibus septentrionalibus (1555) (Historien om folkene i Norden) i 22 bind.
Denne er en litterær videreførelse af kortarbejdet, hvor han sammenblander egne erfaringer, gætterier og legender baseret på historiske kilder som Saxo og Jordanes. Hans beskrivelse af de götiske runesten er baseret på tænkte jætter fra urtiden, sødyr fra den Botniske Bugt, skiløbende samer, kvindelige jægere som overvinder mænd og andet. Hans mål er at fremstille det nordiske folks krigsmæssige overlegenhed som et resultat af dets naturlige forudsætninger i form af mineindustri og ovenfornævnte medfødte mod.
Man aner en vis hjemlængsel i hans beskrivelse af fisketorvet i Venedig med fiskearter, som vanskeligt kan findes i de sprog, som tales rundt om Middelhavet.

## Indflydelse
Trods disse fantastiske historier anses han og broderen som de første svenske humanister. Værkerne skabte meget nysgerrighed rundt i Europa.
Interessen og anseelsen for det nordiske folk steg efter udgivelserne. De kan have dannet kildemateriale for historieforskning, men blev ikke oversat til svensk før i 1909 (4 bind) og en ny udgave med kommentarer i 1976. Europæiske udgaver kom på
italiensk (1565), tysk (1567), engelsk (1658) og nederlandsk (1665) samt i ændret udgave i Antwerpen (1558 og 1562), Paris (1561), Amsterdam (1586), Frankfurt (1618) og Leiden (1652).
Han er begravet i den tyske nationalkirke Santa Maria dell'Anima i Rom, hvor også pave Hadrian 6. er begravet. Olaus forsvandt formodentlig ved restaureringen i 1774, men der er en gravsten i marmor i kirken.